# Arutua (comune)
Arutua è un comune della Polinesia francese nelle Isole Tuamotu di 1.759 abitanti.
Arutua è composto da 3 atolli:
| Atollo           | villaggio principale | Abitanti 2007 | terre emerse (km²) | laguna (km²) | Coordinate       |
| ---------------- | -------------------- | ------------- | ------------------ | ------------ | ---------------- |
| Arutua1          | Rautini              | 725           | 14                 | 484          | 15°10′S 146°49′W |
| Apataki1         | Niutahi              | 492           | 20                 | 706          | 15°34′S 146°24′W |
| Kaukura1         | Raitahiti            | 542           | 11                 | 434          | 15°42′S 146°50′W |
| comune di Arutua | Rautini              | 1759          | 45                 | 1624         |                  |

1 Comune associato